# Cryptogramma crispa
Cryptogramma crispa es una especie de helecho alpino que produce hojas estériles y fértiles separadas, de hasta 30 cm de altura, y es una especie pionera en pedregales ácidos.

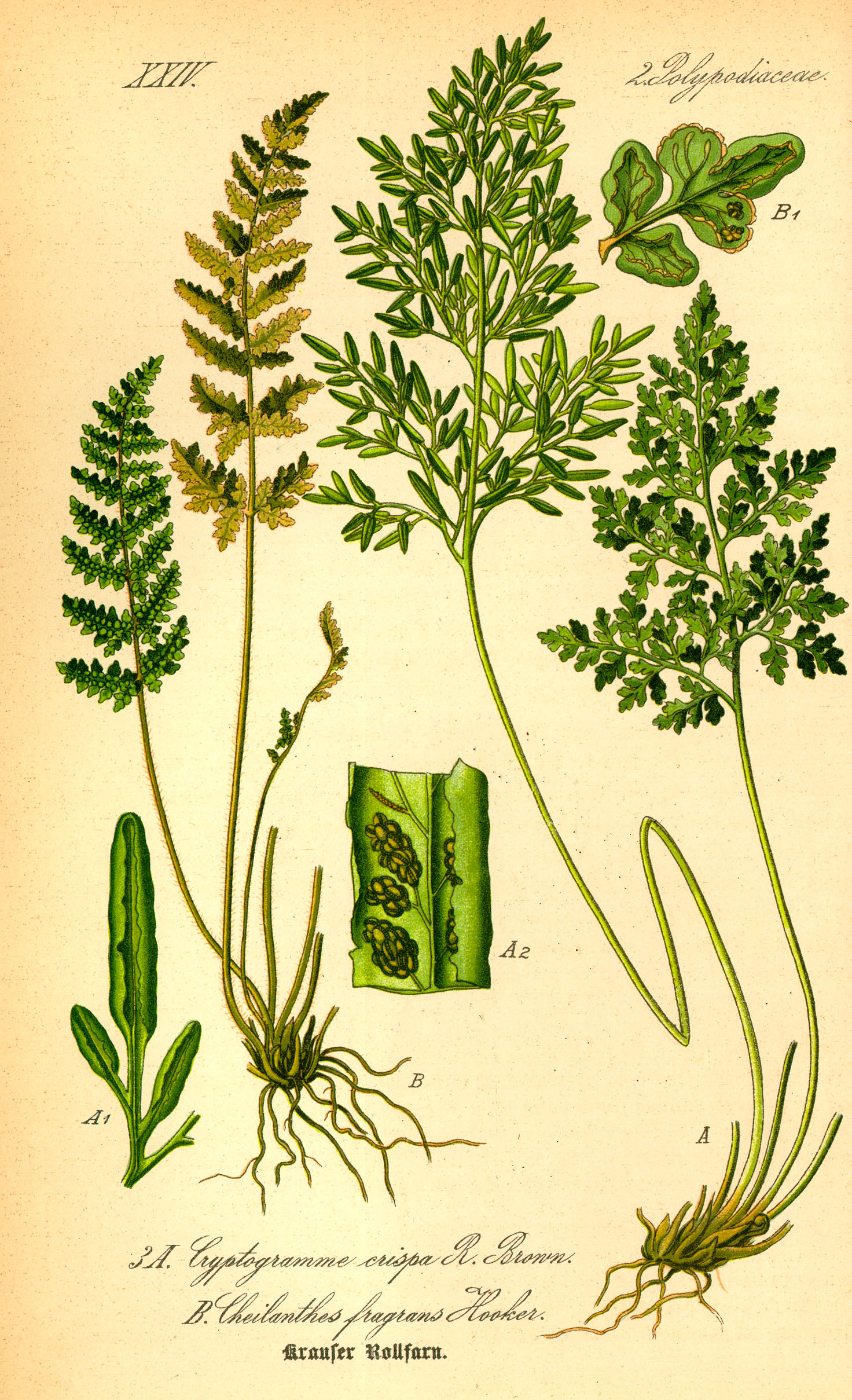
Ilustración

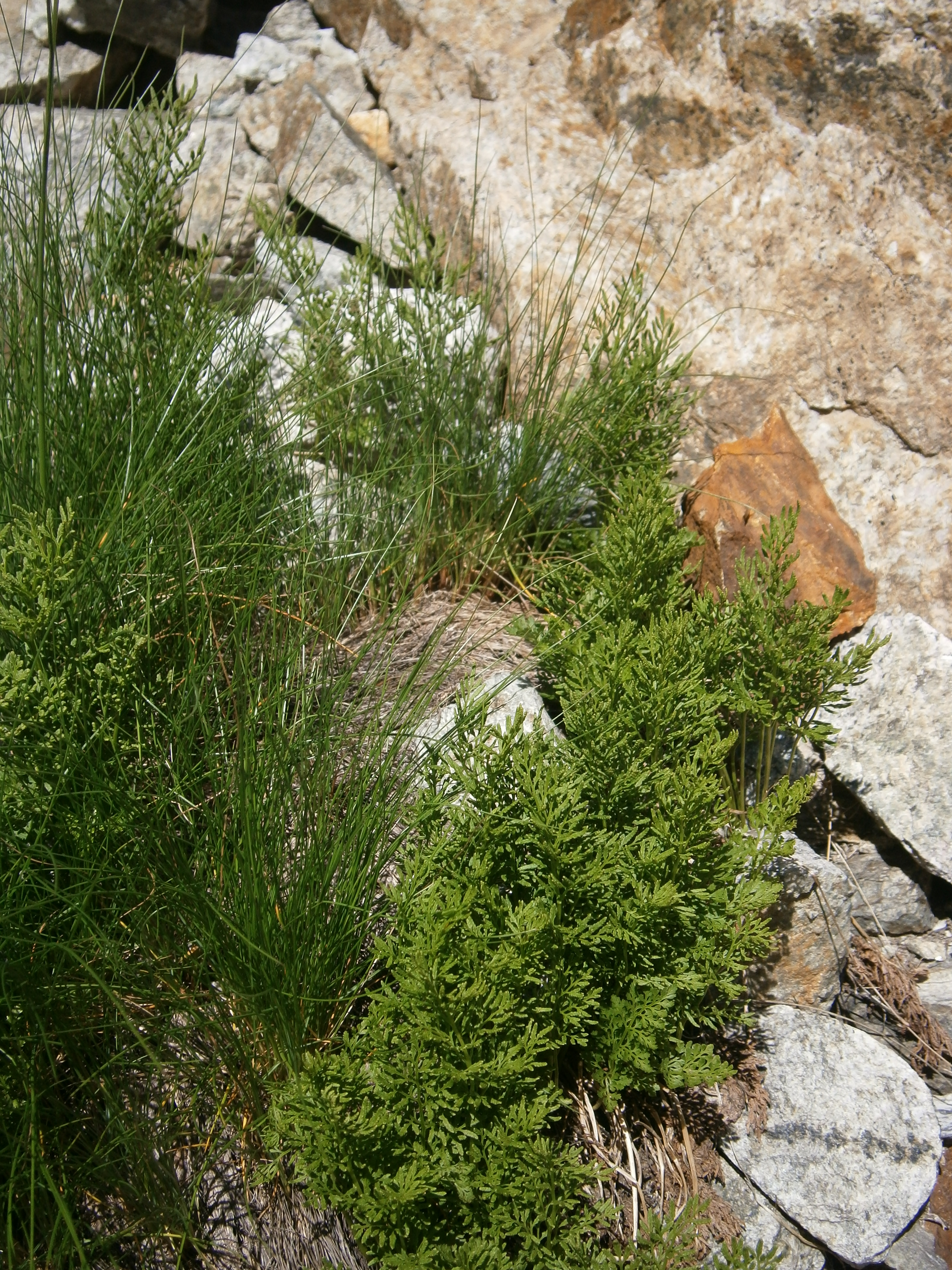
Vista de la planta en su hábitat

## Descripción
Las hojas de C. crispa miden 30 centímetros de largo y aparecen en dos formas distintas. Hojas estériles son 2-3 - pinnadas con la pinnas de 5-10 mm de largo por 3-7 mm de ancho, mientras que las hojas fértiles son 3-4-pinnadas, y con pinnulas más estrechas. Las hojas fértiles tienen soros dispersos a lo largo de las venas, cada uno con un fals indusio firmemente inscrito. Los esporangios son de color amarillo y maduran en torno al pleno verano.

## Distribución y ecología
Cryptogramma crispa crece entre las rocas ácidas en zonas donde la nieve permanece hasta tarde en el año. Es una especie pionera en laderas pedregosas estables y también se produce en los acantilados y paredes de piedra seca.
En Europa, C. crispa tiene una distribución ártico-alpina, que crece en las montañas del centro y sur de Europa, así como en el norte del continente, incluyendo Escandinavia y en las islas británicas. En Irlanda, es rara y se concentran en el este del país, lo que lleva a Praeger a conjeturar que los ejemplos irlandeses son colonos recientes de Gran Bretaña, que llega en forma de esporas en el aire.
Plantas similares, que pueden pertenecer a la misma especie aparecen en el Este de Asia y América del Norte, aunque por lo general son considerados un taxón independiente.
Las esporas atribuibles a C. crispa se han descubierto en los depósitos en Snowdonia del último período glacial, así como de sitios más bajos de Cheshire.

## Taxonomía
Cryptogramma crispa fue descrita por (L.) R. Br. ex Hook. y publicado en Gen. Fil. pl. 115B. 1842. It is placed in the family Pteridaceae, part of the order Polypodiales.
Etimología
Cryptográmma: nombre genérico que deriva del griego kryptós = oculto; y grammé = "línea". La línea de soros está cubierta por el margen revoluto de la fronde.
crispa: epíteto latino que significa "rizado".
sinonimia
- Osmunda crispa L.	basónimo
- Phorolobus crispus (L.) Desv.[11]